# Medorippe
Medorippe is een geslacht van kreeftachtigen uit de klasse van de Malacostraca (hogere kreeftachtigen).

## Soorten
- Medorippe crosnieri Chen, 1987
- Medorippe lanata (Linnaeus, 1767)